# Bílé Poličany
Bílé Poličany település Csehországban, Trutnovi járásban. Bílé Poličany Zábřezí-Řečice, Rohoznice, Doubravice, Trotina és Lanžov településekkel határos. Lakosainak száma 161 fő (2024. január 1.).

## Népesség
A település lakosságának változását az alábbi diagram mutatja:
| Lakosok száma | 666  | 554  | 454  | 329  | 196  | 152  | 161  | 165  | 152  | 161  |
|               | 1869 | 1890 | 1921 | 1950 | 1980 | 2001 | 2017 | 2019 | 2022 | 2024 |